# Petrusburg
Petrusburg ist eine Stadt in der südafrikanischen Provinz Freistaat. Sie liegt in der Lokalgemeinde Letsemeng im Distrikt Xhariep.

## Geographie
Petrusburg hat 8435 Einwohner (Volkszählung 2011), darunter 944 im Kernort bzw. sub-place Petrusburg und 7491 in der Townshipsiedlung Bolokanang, die südöstlich, jenseits der National Route 8, liegt.

## Geschichte
1891 wurde auf dem Gelände der Farm Diepfontein des Landwirts Petrus Albert Venter eine niederländisch-reformierte Kirche errichtet, um die sich der Ort entwickelte. Er wurde nach Venters Rufnamen benannt. DWestlich der Stadt fand 1900 die Schlacht von Paardeberg statt, bei der die britische Truppen die Burenarmee schlugen.

## Wirtschaft und Verkehr
Haupteinnahmequelle ist die Landwirtschaft, unter anderem Schafzucht sowie Getreide- und Kartoffelanbau. Teilweise wird mit künstlicher Bewässerung gearbeitet. Touristisch bedeutsam ist das Musikfestival Aartappelfees („Karfoffelfest“), das jedes Jahr im März stattfindet.
Petrusburg liegt an der National Route 8, die unter anderem Kimberley im Westen mit Bloemfontein im Osten verbindet. Die R48 zweigt in Petrusburg in südwestlicher Richtung ab und führt Richtung Koffiefontein und De Aar. Petrusburg hat einen Bahnhof an der Bahnstrecke Kimberley–Bloemfontein, der im Güterverkehr bedient wird.

## Persönlichkeiten
- Willie Botha (1912–1967), Leichtathlet, geboren in Petrusburg